# Tomatepec
Tomatepec är en ort i Mexiko.   Den ligger i kommunen Olinalá och delstaten Guerrero, i den sydöstra delen av landet, 170 km söder om huvudstaden Mexico City. Tomatepec ligger 1 545 meter över havet och antalet invånare är 107.
Terrängen runt Tomatepec är kuperad. Runt Tomatepec är det ganska glesbefolkat, med 28 invånare per kvadratkilometer. Närmaste större samhälle är Olinalá, 17,3 km sydost om Tomatepec. I omgivningarna runt Tomatepec växer huvudsakligen savannskog.